# فعال‌کننده آنزیم
فعال‌کننده آنزیم (Enzyme activator) به مولکول‌هایی گفته می‌شود که با اتصال به آنزیم‌ها، افزایش فعالیت آن‌ها را در پی دارند.  برخی ترکیبات چنین کارکردی دارند؛برای نمونه فروکتوز ۲،۶-بیس‌فسفات موجب فعال شدن آنزیم فسفوفروکتوکیناز-۱ می‌شود.